# Oligarhie
Oligarhia (din greacă ὀλιγαρχία (oligarkhía); din ὀλίγος (olígos), adică 'puțini', și ἄρχω (arkho), înseamnă 'a conduce sau a domina') este o formă de structură a puterii în care puterea, autoritatea publică este deținută unui număr mic de oameni, de o minoritate. Acești oameni se pot distinge prin nobilime, bogăție, legături de familie, educație sau control corporativ, religios, politic sau militar. Astfel de stări sunt adesea controlate de familiile care, de obicei, își transmit influența de la o generație la alta, însă moștenirea nu este o condiție necesară pentru aplicarea acestui termen. Oligarhii pot fi membri ai guvernării, fie au o influență decisivă asupra formării și luării deciziilor în interesele lor personale și de grup.
De-a lungul istoriei, oligarhiile au fost adesea tiranice, bazându-se pe supunerea publică sau opresiunea de a exista. Aristotel a pionierat folosirea termenului ca regulă de semnificație de către bogați, pentru care un alt termen folosit în prezent astăzi este plutocrația.
La începutul secolului XX, Robert Michels a dezvoltat teoria că democrațiile, ca toate organizațiile mari, au tendința de a deveni oligarhii. În "Legea de fier a oligarhiei", el sugerează că împărțirea necesară a forței de muncă în marile organizații conduce la înființarea unei clase dominante care se preocupă cel mai mult să-și protejeze propria putere.

## Detalii
În mod tradițional, oligarhiile se perpetuează prin intermediul câtorva familii importante, ale căror copii sunt formați pentru a deveni moștenitorii acestei puteri. În contrast cu aristocrația, forma de guvernământ în care "cei mai buni" dețin puterea, oligarhia reprezintă adeseori o manifestare a puterii exprimată în mod nedemocratic, în care personalitățile-cheie rămân în umbră, preferând să conducă din culise, de cele mai multe ori prin intermediul mijloacelor economice. 
O societate poate deveni o oligarhie într-un anumit moment al evoluției ei printr-un mecanism de acumulare graduală și netransparentă de mijloace economice de către un grup restrâns de indivizi.
Oligarhia este acea formă de guvernământ în care puterea aparține unora puțini. Institutul PRO a dat o definiție aplicată detaliată a oligarhiei în cadrul actual din România. 
Oligarhia are tendința de a-și crea structuri suprastatale, și nu poate funcționa în absența unui control strict al justiției. Ecuația oligarhiei include în mod obligatoriu: infiltrarea politică, controlul mass-media, accesul privilegiat la resursele energetice și îmblânzirea justiției.